# Maximin II Daïa
Maximin II Daïa (ou plutôt  Daza), ou Imperator Caesar Gaius Valerius Galerius Maximinus Pius Felix Invictus Augustus (20 novembre vers 270-313), est un personnage politique du Bas-Empire romain qui occupe la fonction de César en 305 puis d'Auguste de 310 à 313 dans le cadre du système de la Tétrarchie.

## Biographie

### Ses origines
Neveu maternel de Galère, il est le fils d'un berger de Thrace, a pour premier nom Daza, puis est appelé Gaius Valerius Galerius Maximinus à Felix Romuliana, aujourd'hui Gamzigrad, en Serbie actuelle[Quoi ?].

### Son accession au pouvoir
Galère le fait nommer César avec le titre de Nobilissimus Caesar par Dioclétien le 1er mai 305, au moment où il abdique. Il est proclamé Auguste en 310. Après la mort de Galère, en 311, il partage l'Empire avec Constantin Ier et Licinius mais entre en conflit avec eux.

### Sa fin
Défait par Licinius à la bataille de Tzirallum en 313, il se voit réduit à fuir déguisé. Il meurt peu de temps après en Thrace. Sa femme et sa fille sont alors exécutées.
Sa résidence de retraite et son mausolée familial sont identifiés à Šarkamen en Serbie.
Gros buveur de vin, Maximin a eu la sage précaution d'exiger qu'on n'exécute que le lendemain les ordres qu'il donnerait dans l'ivresse[source secondaire souhaitée].
Jacques de Voragine, dans sa Légende dorée, se demande si ce n'est pas lui, plutôt que Maxence (nom que donnent les hagiographes antérieurs), qui a fait torturer et tuer sainte Catherine d'Alexandrie.

## Noms successifs
- 305, fait César : Gaius Valerius Galerius Maximinus Nobilissimus Caesar.
- 306, se proclame Auguste : Imperator Caesar Gaius Valerius Galerius Maximinus Pius Felix Invictus Augustus.
- Mai 313, titulature à sa mort : Imperator Caesar Gaius Valerius Galerius Maximinus Pius Felix Invictus Augustus, Tribuniciae Potestati VIII, Imperator I, Consul III.